# Ligasa glutamato-cisteína
La Cisteína-glutamato Ligasa (del inglés GCL) (EC 6.3.2.2), anteriormente conocida como gamma-glutamilcisteina sintasa (GCS),
es la primera enzima de la ruta biosintética del glutatión (GSH) celular. Esta enzima cataliza la reacción bioquímica que genera la gamaGlutamil-cisteína:

## Importancia de la GCL
El glutatión (GSH) es fundamental para la supervivencia celular. Por lo tanto casi todas las células eucariotas, de la levadura a los seres humanos, expresan alguna forma de la proteína enzimática GCL, con el propósito de la síntesis de glutatión (GSH).
 
Para resaltar aún más la naturaleza crítica de esta enzima, el recorte o derribo genético de la expresión de la GCL, se traduce en la mortalidad embrionaria. 
Además,          desregulación de la actividad y la función enzimática de la GCL es conocida por estar involucrada en la mayoría de las enfermedades humanas, como la diabetes, la enfermedad de Parkinson, enfermedad Alzheimer, EPOC, VIH/SIDA y cáncer.

Esto implica típicamente la función deteriorada conduce a disminución de GSH de biosíntesis, capacidad reducida antioxidante celular y la inducción de estrés oxidativo. Sin embargo, en el cáncer, la actividad y expresión de GCL se ha mejorado, que sirve para apoyar el alto nivel de proliferación celular tanto confieren resistencia a muchos agentes quimioterapéuticos. 

## Función de la GCL
La ligasa de Glutamato cisteína (en inglés GCL) cataliza el primer paso y también el limitante de velocidad, en la producción de el antioxidante celular glutatión (GSH). Este paso es la condensación, dependiente de ATP, de cisteína y glutamato para formar el dipéptido gamma-glutamilcisteína (γ-GC). 

Este acoplamiento péptido es el único en que se produce entre el grupo amino de la cisteína y el ácido carboxílico terminal de la cadena lateral del glutamato (por lo tanto, la cisteína de la gamma-glutamil nombre). 

Este enlace peptídico es resistente a escote por peptidasas celulares y requiere una enzima especializada, gamma-glutamil transpeptidasa (γGT), a metabolizar γ-GC y GSH en sus aminoácidos constituyentes. 

La Actividad enzimática GCL dicta generalmente niveles GSH celulares y capacidad biosintética GSH. Actividad enzimática GCL está influenciada por numerosos factores, incluyendo la expresión celular de las proteínas de la subunidad GCL, el acceso a sustratos (cisteína es típicamente limitante en la producción de γ-GC), el grado de inhibición de retroalimentación negativa por GSH y funcionalmente relevantes modificaciones post-traduccionales a sitios específicos en las subunidades GCL. [8] [9] [10] Dado su estatus como la enzima tarifa-limitadora en la biosíntesis de GSH, cambios en la actividad GCL directamente equivalen a cambios en la capacidad biosintética GSH celular. [11] Por lo tanto, las estrategias terapéuticas para alterar la producción de GSH se han enfocado en esta enzima. [12]

## Control
En consonancia con su importancia en el mantenimiento de la vida, la GCL está sujeta a una regulación multinivel de su expresión, función y actividad. 
La expresión GCL está regulada en la transcripcional (transcripción de la GCLC y GCLM ADN ARNm), postranscripcional (la estabilidad del ARNmensajero en el tiempo), 
traslacional (procesamiento del ARNm en proteínas) y niveles 
posttranslational (que implican modificaciones en las proteínas existentes). [13] [14] [15] [16] Aunque la expresión constitutiva de línea de base es necesaria para mantener la viabilidad celular, expresión de las subunidades GCL también es inducible en respuesta a estrés oxidativo, depleción de GSH y la exposición a sustancias químicas tóxicas, con el Nrf2, AP-1 y los factores de transcripción NF-κB regulación de la expresión inducible y constitutiva de ambas subunidades [17] [18]
En términos de regulación funcional de la enzima, GSH se actúa como un inhibidor de la retroalimentación de la actividad GCL. Debajo de las concentraciones de sustrato fisiológico normal, el monómero GCLC solo puede sintetizar gamma-glutamilcisteína, sin embargo los niveles fisiológicos normales de GSH (estimada en alrededor de 5 mM) supera con creces el Ki de GSH para GCLC, [19] sugiriendo que sólo la holoenzima GCL es funcional bajo las condiciones iniciales. Sin embargo, durante el estrés oxidativo o insultos tóxicos que pueden resultar en la depleción de GSH celular o su oxidación a GSSG, la función de cualquier GCLC monomérica en la célula es probable que se vuelven muy importantes. En apoyo de esta hipótesis, ratones que carecen de expresión de la subunidad GCLM debido a la precipitación genético presentan bajos niveles de GSH (~10-20% del nivel normal), que es aproximadamente el nivel del GSH Ki para GCLC monomérica del tejido. [20] [21] 

## Estructura
Glutamato ligasa de cisteína es un holoenzyme heterodiméricos compuesto por dos subunidades de proteína que son codificadas por genes independientes situados en los cromosomas separados:
- Glutamato Cisteína Ligasa subunidad catalítica (GCLC, ~ 73 kDa) posee de sustrato y sitios de unión del cofactor y es responsable de la catálisis.
- Glutamato Cisteína Ligasa modificador la subunidad (GCLM, ~ 31 kDa) no tiene ninguna actividad enzimática por su cuenta pero aumenta la eficiencia catalítica de GCLC cuando complejado en el holoenzyme.

En la mayoría de las células y los tejidos, la expresión de la proteína GCLM es menor que GCLC y GCLM por lo tanto es limitante en la formación de los complejo holoenzyme. Por lo tanto, la suma total de la actividad celular GCL es igual a la actividad de la holoenzyme + la actividad de los restante GCLC monomérica.
Como a finales de 2007, se han resuelto 6 estructuras para esta clase de enzimas, con PDB adhesión códigos 1V4G, 1VA6, 2 D 32, 2 33, 2GWC y 2GWD.

## Importancia de la GCL
El glutatión (GSH) es fundamental para la supervivencia celular. Por lo tanto casi todas las células eucariotas, de la levadura a los seres humanos, expresan alguna forma de la proteína enzimática GCL, con el propósito de la síntesis de glutatión (GSH).
 
Para resaltar aún más la naturaleza crítica de esta enzima, el recorte o derribo genético de la expresión de la GCL, se traduce en la mortalidad embrionaria. 
Además,          desregulación de la actividad y la función enzimática de la GCL es conocida por estar involucrada en la mayoría de las enfermedades humanas, como la diabetes, la enfermedad de Parkinson, enfermedad Alzheimer, EPOC, VIH/SIDA y cáncer.

Esto implica típicamente la función deteriorada conduce a disminución de GSH de biosíntesis, capacidad reducida antioxidante celular y la inducción de estrés oxidativo. Sin embargo, en el cáncer, la actividad y expresión de GCL se ha mejorado, que sirve para apoyar el alto nivel de proliferación celular tanto confieren resistencia a muchos agentes quimioterapéuticos. 

## Función de la GCL
La ligasa de Glutamato cisteína (en inglés GCL) cataliza el primer paso y también el limitante de velocidad, en la producción de el antioxidante celular glutatión (GSH). Este paso es la condensación, dependiente de ATP, de cisteína y glutamato para formar el dipéptido gamma-glutamilcisteína (γ-GC). 

Este acoplamiento péptido es el único en que se produce entre el grupo amino de la cisteína y el ácido carboxílico terminal de la cadena lateral del glutamato (por lo tanto, la cisteína de la gamma-glutamil nombre). 

Este enlace peptídico es resistente a escote por peptidasas celulares y requiere una enzima especializada, gamma-glutamil transpeptidasa (γGT), a metabolizar γ-GC y GSH en sus aminoácidos constituyentes. 

La Actividad enzimática GCL dicta generalmente niveles GSH celulares y capacidad biosintética GSH. Actividad enzimática GCL está influenciada por numerosos factores, incluyendo la expresión celular de las proteínas de la subunidad GCL, el acceso a sustratos (cisteína es típicamente limitante en la producción de γ-GC), el grado de inhibición de retroalimentación negativa por GSH y funcionalmente relevantes modificaciones post-traduccionales a sitios específicos en las subunidades GCL. [8] [9] [10] Dado su estatus como la enzima tarifa-limitadora en la biosíntesis de GSH, cambios en la actividad GCL directamente equivalen a cambios en la capacidad biosintética GSH celular. [11] Por lo tanto, las estrategias terapéuticas para alterar la producción de GSH se han enfocado en esta enzima. [12]

## Control
En consonancia con su importancia en el mantenimiento de la vida, la GCL está sujeta a una regulación multinivel de su expresión, función y actividad. 
La expresión GCL está regulada en la transcripcional (transcripción de la GCLC y GCLM ADN ARNm), postranscripcional (la estabilidad del ARNmensajero en el tiempo), 
traslacional (procesamiento del ARNm en proteínas) y niveles 
posttranslational (que implican modificaciones en las proteínas existentes). [13] [14] [15] [16] Aunque la expresión constitutiva de línea de base es necesaria para mantener la viabilidad celular, expresión de las subunidades GCL también es inducible en respuesta a estrés oxidativo, depleción de GSH y la exposición a sustancias químicas tóxicas, con el Nrf2, AP-1 y los factores de transcripción NF-κB regulación de la expresión inducible y constitutiva de ambas subunidades [17] [18]
En términos de regulación funcional de la enzima, GSH se actúa como un inhibidor de la retroalimentación de la actividad GCL. Debajo de las concentraciones de sustrato fisiológico normal, el monómero GCLC solo puede sintetizar gamma-glutamilcisteína, sin embargo los niveles fisiológicos normales de GSH (estimada en alrededor de 5 mM) supera con creces el Ki de GSH para GCLC, [19] sugiriendo que sólo la holoenzima GCL es funcional bajo las condiciones iniciales. Sin embargo, durante el estrés oxidativo o insultos tóxicos que pueden resultar en la depleción de GSH celular o su oxidación a GSSG, la función de cualquier GCLC monomérica en la célula es probable que se vuelven muy importantes. En apoyo de esta hipótesis, ratones que carecen de expresión de la subunidad GCLM debido a la precipitación genético presentan bajos niveles de GSH (~10-20% del nivel normal), que es aproximadamente el nivel del GSH Ki para GCLC monomérica del tejido. [20] [21] 

## Estructura
Glutamato ligasa de cisteína es un holoenzyme heterodiméricos compuesto por dos subunidades de proteína que son codificadas por genes independientes situados en los cromosomas separados:
- Glutamato Cisteína Ligasa subunidad catalítica (GCLC, ~ 73 kDa) posee de sustrato y sitios de unión del cofactor y es responsable de la catálisis.
- Glutamato Cisteína Ligasa modificador la subunidad (GCLM, ~ 31 kDa) no tiene ninguna actividad enzimática por su cuenta pero aumenta la eficiencia catalítica de GCLC cuando complejado en el holoenzyme.

En la mayoría de las células y los tejidos, la expresión de la proteína GCLM es menor que GCLC y GCLM por lo tanto es limitante en la formación de los complejo holoenzyme. Por lo tanto, la suma total de la actividad celular GCL es igual a la actividad de la holoenzyme + la actividad de los restante GCLC monomérica.
Como a finales de 2007, se han resuelto 6 estructuras para esta clase de enzimas, con PDB adhesión códigos 1V4G, 1VA6, 2 D 32, 2 33, 2GWC y 2GWD.